# شهاب‌الدین عبدالله مروارید
خواجه شهاب‌الدین عبدالله مروارید (۸۶۵ -۹۲۲ ه‍. ق‌/۱۴۶۱-۱۵۱۶ م) متخلص به بیانی و معروف به کرمانی فرزند خواجه شمس‌الدین محمد کرمانی، خوشنویس، نویسنده، شاعر و سیاست‌مدار نامدار اواخر سده نهم و اوایل سده دهم بود. افشان غبار و رنگ‌آمیزی ابر کاغذ از ابداعات اوست. او در نظم و نثر دست داشت، بیشتر اقلام خط را خوش می‌نوشت و در موسیقی و علم ادوار صاحب‌نظر بود.
بیانی در دربار سلطان حسین بایقرا سمت وزارت داشت و مدتی هم در دربار شاه اسماعیل اول خدمت کرد. در خطوط ششگانه شاگرد عبدالله طباخ و در خط تعلیق شاگرد خواجه تاج‌الدین سلمانی بود.

## زندگی
شهاب‌الدین در ۸۶۵ ه‍.ق به دنیا آمد. آنها از ایرانیانی بودند که در کرمان زندگی می‌کردند، اما به دلیل هجوم ترکمانهای قراقوینلو، مجبور به ترک کرمان و سفر به هرات شدند؛ لذا شهاب الدین، تقریباً تمام عمرش را در هرات سپری کرد. پدرش، شمس‌الدین محمدصدر مروارید، از بزرگزادگان و اشراف کرمان بود و بعد از کوچ به هرات، مورد عنایت سلطان ابوسعید محمد قرار گرفت و ابتدا وزیر او و سپس وزیر سلطان حسین بایقرا شد. گفته می‌شود وقتی شمس‌الدین محمد از طرف امرای تیموری به مأموریتی به بحرین رفت در راه بازگشت چند دانه مروارید پربها با خود آورد و به این سبب به «مروارید» مشهور شد و این نام درخاندانش ماند.
شهاب‌الدین مروارید نیز به تبع پدر، در ابتدای جوانی به دربار سلطان حسین بایقرا راه پیدا کرد و پس از مدتی به مقام صدارت رسید و همچنین منصب دیوان «رسالت و پروانه» به او واگذار گشت و از آن پس در جرگهٔ امرا درآمد و به جای امیر علی‌شیر نوایی بر فرمانها و منشورهای سلطانی مهر می‌زد. پندنامه‌ای از علی‌شیر نوایی در کتابخانه ملک موجود است که هنگام سفر حج خطاب به بیانی نوشته که نشاندهنده جایگاه او را نزد این وزیر هنردوست است. پس از آنکه شاه اسماعیل اول صفوی در ۹۱۸ ه‍.ق خراسان را تصرف کرد، بیانی را نزد خود فراخواند. مشخص نیست که وی در دستگاه حکومتی شاه اسماعیل چه منصبی داشته، اما به گفته نفیسی به وزارت شاه اسماعیل رسیده بوده‌است.
خواجه شهاب‌الدین عبدالله مروارید بیانی در ۹۲۲ ه‍. ق، بر اثر بیماری آبله درگذشت.

## خوشنویسی
شاید مهم‌ترین و ماندگارترین ویژگی خواجه شهاب‌الدین عبدالله مروارید از میان توانمندی‌های متفاوت او خوشنویسی باشد او در تمامی انواع خطوط مختلف توانایی و تسلط داشت؛ و بیشتر تذکره‌نویسان وی را در خوشنویسی به‌طور مطلق ستوده‌اند هرچند در تاریخ رشیدی آمده که نستعلیق را پس از سلطان محمد نور کسی به شیوایی و شیوهٔ او چون خواجه عبدالله بیانی ننوشته‌است. افزون برآن مصطفی عالی افندی در مناقب هنروران مهارت ویژه او را در چپ نویسی ستوده‌است. وی خطوط اصول را نزد مولانا عبدالله طبّاخ هروی فراگرفت و خط تعلیق را از روی خط خواجه تاج الدین سلمانی مشق کرد. سام میرزا صفوی از شاگردان خواجه بوده‌است و به احترام مقام استادیِ او، شرح حال مفصلی در تدکرهٔ خود از عبدالله بیانی آورده‌است.

## هنرهای صناعی
اختراع کاغذ ابری که از هنرهای صناعی مهم کتابسازی و کتاب‌آرایی است را به عبدالله بیانی نسبت داده‌اند و افزون بر ابری‌سازی ابتکار هنر افشان غبار را هم که از دیگر فنون پرکاربرد هنرهای صناعی است را نیز از او می‌دانند
عبدالله مروارید در شرفنامه خود از مرقع منسوب به امیرعلی شیرنوایی که شاید نخستین مرقع در تاریخ باشد و در ۸۹۷ ق. ساخته شده‌است، یاد می‌کند. مقدمه‌این مرقع به قلم خود وی است. ظاهراً امیرعلی شیر نوایی دستور داده بود از کتابخانه‌ها و اطراف و اکناف آثار نفیس هنری را جمع نمایند و با هم پیوند دهند و مرقعی بسازند. متأسفانه از این مرقع فعلاً نشانی در دست نیست.

## شاعری و نویسندگی
بیانی در نظم و نثر دست داشت و می‌توان او را از شاعران و نویسندگان متوسط دوره تیموری دانست. در غزلهای خود بیشتر شیوه عبدالرحمان جامی را دنبال کرده و مثنوی «خسرو و شیرین» خود را به تقلید از نظامی سروده‌است. گفته شده که شاعران معاصرش به سخندانی او اعتماد داشته‌اند، چنان‌که در منزل او گردهم می‌آمدند و اشعار خود را می‌خواندند.
بیانی قصیده‌ای در منقبت علی و رباعیاتی در وصف آل عبا و سادات سروده که در مونس الاحباب، نسخه خطی کتابخانه بودلیان موجود است و همچنین از دیباچهٔ تألیفاتش، به نظر می‌رسد که بیانی مذهب شیعه داشته‌است.

## موسیقی
بیانی در نوازندگی نیز چیره‌دست بود و در مجلس سلطان حسین بایقرا قانون می‌نواخت. گفته‌اند که در زمان او کسی چون او قانون نمی‌نواخت و او در ساختن ساز قانون اصلاحاتی پدیدآورد. همچنین در آهنگسازی یا فن «صوت بستن» توانا بود و یکی از آهنگ‌های او به نام «سرمست و یقم چاک» در شهر هرات شهرت بسیار یافته بود.

## فرزندان
محمد مؤمن کرمانی (درگذشت ۹۴۷) خوشنویس بنام اوایل دوره صفوی فرزند و شاگرد او بود. او مربی و معلم ابونصر سام میرزا، فرزند شاه اسماعیل، و رئیس کتابخانه شاه طهماسب بوده‌است.
همچنین محمدمیرک صالحی خوشنویس و منشی شاه تهماسب و اکبرشاه گورکانی و برادر بزرگترش احمدمیرک صالحی خراسانی منشی زبردست شاه تهماسب نیز از نوادگان او بودند.

## آثار
از آثار ادبی خواجه شهاب‌الدین عبدالله مروارید بیانی این آثار را می‌شناسیم:
- منشآت، شامل نشانها و فرمانها و نامه‌ها و احکام دیوانیِ سلطان حسین و نامه‌ها و رقعات و انشاهای دوستانه و تفنّنی. این کتاب با نام شرف نامه به همت هانس روبرت رویمر در آلمان به‌سال ۱۹۵۲ به چاپ رسیده‌است.
- ترسّل، سعید نفیسی[۱۰] کتابی به نام ترسّل را جزو آثار بیانی درج کرده و گفته‌است که کودکان دبستانی خطوط مختلف و نامه‌نویسی را از روی آن می‌آموخته‌اند. میرخواند نیز در بین آثار بیانی از کتابی به نام ترسّل یاد کرده[۲۷] اما ظاهراً منظورش همان منشآت بوده‌است.
- مونس الاحباب، مشتمل بر ۱۸۳ رباعی که بیانی آن را به خواهش دوستانش از میان منشآت خود برگزیده و دیباچه آن را به نام یکی از فرزندان سلطان حسین کرده‌است. نسخه‌های خطی این کتاب در کتابخانه مرکزی دانشگاه تهران، ملک و بودلیان موجود است.[۲۸] این کتاب را سید علی میرافضلی بر مبنای چهار نسخه خطی تصحیح و توسط کتابخانه مجلس شورای اسلامی به چاپ رسیده‌است (تهران، ۱۳۹۰).
- دیوان قصاید و غزلیات، دو نسخه خطی این اثر در کتابخانه‌های ترکیه و پاکستان است.[۲۹] علی ابراهیم خلیل مؤلف تذکره صحف ابراهیم، «کلام منظوم و مدوّن» وی را قریب به دو هزار بیت برآورد کرده‌است.[۳۰] گزیده‌ای از دیوان مروارید کرمانی را سید علی میرافضلی بر اساس منابع خطی و چاپی بالغ بر سیصد بیت گردآوری و در پیوست‌های کتاب «مونس الاحباب» به چاپ رسانده‌است.
- مثنوی خسرو و شیرین، سام میرزا[۳۱] این مثنوی را در شمار آثار ناتمام بیانی آورده و هفده بیت از آن را ـ که در وصف شیرین است ـ نقل کرده‌است.
- تاریخ شاهی، بیانی پس از کناره‌گیری از دستگاه حکومتی صفویان، وقایع سلطنت شاه اسماعیل را به نظم و نثر درآورد. تاریخ منثور که به تاریخ شاهی مشهور است پایان یافت، اما تاریخ منظوم با مرگ بیانی ناتمام ماند.[۳۲] ظاهراً اکنون از هیچ‌یک از این دو کتاب اثری باقی نیست. همچنین به اشارة واصفی،[۳۳] بیانی کتابی هم در ذکر حوادث دوران سلطنت حسین بایقرا نوشته بوده‌است که از این کتاب هم اثری در دست نیست.
- شاهنامه منظوم، این کتاب یک مثنوی تاریخی بوده که با مرگ بیانی ناتمام مانده و به بوته فراموشی افتاده و سام میرزا[۳۴] تنها یک بیت این منظومه را نقل کرده‌است.